# Gianfranco Maretti Tregiardini
Gianfranco Maretti, dal 2005 Gianfranco Maretti Tregiardini, (Felonica, 29 luglio 1939 – Felonica, 19 novembre 2017) è stato un poeta italiano.

## Biografia
Gianfranco Maretti nacque in una modesta famiglia contadina di Felonica, nell'Oltrepò mantovano. Frequentò le scuole elementari nel paese natale, le medie inferiori a Sermide e l'istituto magistrale a Ferrara. Si iscrisse all'università di Padova che lasciò per iniziare a insegnare come maestro elementare, prima a Botteghino di Soave poi a Quatrelle, frazione di Felonica. Intanto riprese gli studi all'Università di Urbino, dove nel 1969 si laureò in magistero con una tesi sul Pervigilium Veneris. 
Negli anni Settanta insegnò materie letterarie al Liceo scientifico Galileo Galilei di Ostiglia, di cui nel 1979 divenne preside, per poi passare all'Istituto Statale d'Arte (oggi liceo artistico Bruno Munari) di Castelmassa.
Nel 2005 ottenne, con un decreto del Presidente della Repubblica, il permesso di aggiungere al proprio cognome Tregiardini, il nome con cui aveva designato i piccoli appezzamenti di terra ereditati dal padre nei quali si esercitava nell'hobby del giardinaggio.
Gianfranco scrisse testi di presentazione delle sue tele in diverse occasioni pubbliche.
Il fratello minore Rodolfo, invece, ha intrapreso la via del pittore.
Morì nella sua casa di Felonica. Per sua volontà non si tenne alcuna cerimonia funebre.

## Autore
Dopo il pensionamento si dedicò pienamente all'attività poetica: pubblicò tre volumi di Madrigali (di cui realizzava gli originali su fogli di carta da musica) e tenne conferenze e declamazioni pubbliche..
Nel 1999 fu tra gli animatori del Festivaletteratura di Mantova, assieme a Guido Ceronetti che intratteneva i passanti presso i luoghi del festival con il suo organetto; Maretti distribuiva copie dei suoi madrigali.
L'interesse mai sopito per la poesia latina gli fecero realizzare diverse traduzioni, da Fedro e da Virgilio: negli ultimi suoi anni aveva iniziato, assieme al suo amico e collaboratore Marco Munaro, una traduzione delle Bucoliche di Virgilio, fermatasi alla settima egloga.

## Opere

### Poesia
- Gianfranco Maretti, Poesie per un giorno, prefazione di Renato Pernice, Collana di poesia contemporanea 9, Catania, Edizione di "Studi e ricerche", 1967,  p. 29.
- Gianfranco Maretti, Anmadaria. Vita e umori dei Tre Giardini, Udine, Campanotto editore, 1996.
- Gianfranco Maretti, Madrigali, prefazione di Paolo Valesio, Tabula 4, Castel Maggiore, Book editore, 1996,  p. 65, ISBN 88-7232-227-8.
- Gianfranco Maretti, Madrigali. Libro secondo, prefazione di Paolo Valesio, Tabula 38, Castel Maggiore, Book editore, 1998,  p. 73, ISBN 88-7232-274-X.
- Gianfranco Maretti, Madrigali et somnia, prefazione di Paolo Valesio, Tabula. Nuova serie 56, Castel Maggiore, Book editore, 2000,  p. 99, ISBN 88-7232-369-X.
- Gianfranco Maretti, Egloga per un amico, a cura di Marco Munaro, Cittadella, Biblioteca Cominiana, 2001.
- Gianfranco Maretti Tregiardini, Verso Catullo, illustrazioni di Vittorio Bustaffa, prefazione di Mario Arduino, Mantova, Sometti, 2005,  p. 48, ISBN 978-88-7495-136-9.
- Gianfranco Maretti Tregiardini e Marco Munaro, Il lampo della bocca, Parma, Monte Università, 2005.
- Gianfranco Maretti, In un gorgo di fedeltà. Dialoghi con venti poeti italiani, a cura di Marco Munaro, Rovigo, Il Ponte del Sale, 2006.
- Gianfranco Maretti Tregiardini e Marco Munaro, Canzoniere di sonno e di stupore, La Porta delle Lingue, Rovigo, Il Ponte del Sale, 2009,  p. 96, ISBN 88-89615-25-7.
- Gianfranco Maretti Tregiardini, Con l'ultimo treno della sera, La Porta delle Lingue, Rovigo, Il Ponte del Sale, 2018,  p. 96, ISBN 978-88-89615-79-9.

### Letteratura per l'infanzia
- Gianfranco Maretti, Fiabario, La città dei poeti, Mantova, Sometti, 2000,  p. 62, ISBN 978-88-8447-059-1.
- Gianfranco Maretti Tregiardini, La fabbrica della fantasia, Nicolodi, 2003,  p. 56, ISBN 978-88-8447-059-1.
- Gianfranco Maretti Tregiardini, La fabbrica della fantasia e felicità, illustrazioni di Vittorio Bustaffa, Parma, Monte Università, 2008,  p. 64, ISBN 978-88-7847-192-4.

### Discografia
- A ghera 'na 'olta, CD allegato a  Lino Gavazzoni e Vincenzo Zapparoli, 2000 e più voci del parlar sermidese, illustrazioni di Zap, Sermide, Edizioni Semidiana, 2000,  p. 271.